# 专用短程通信
专用短距离通信（英語：Dedicated short-range communications，简称DSRC）技术是专为汽车使用而设计的，单向或双向、短距离至中距离的無線通訊信道，以及一组对应的协议和标准。

## 历史
1999年10月，美国联邦通信委员会（FCC）在5.9 GHz频段为智慧型運輸系統（ITS）分配了75 MHz。 2008年8月，欧洲电信标准协会（欧洲电信标准协会（ETSI）在5.9 GHz频段为智慧型運輸系統分配了30 MHz。
至2003年，上述频率已在欧洲和日本用于電子道路收費系統。欧洲、日本和美国的DSRC系统互不兼容，且包含一些关键性差异（5.8 GHz、5.9 GHz乃至红外线，不同波特率和不同通信协议）。
新加坡的電子道路收費系統计划使用DSRC技术进行道路使用测量（ERP2），取代原有ERP1的龙门架方法。 
2017年6月，犹他州交通运输部在SR-68（红木路）上成功演示了长11英里的过境DSRC系统。
2020年11月，FCC以缺乏使用为由，将DSRC的所有频谱重新分配给其他用途。45 MHz被分配到相邻的5.8 GHz ISM频段，其余30 Mhz由蜂窝V2X使用。 
其他短距离无线协议有IEEE 802.11、藍牙和CALM。